# Волт Гілмор
Волт Гілмор (англ. Walt Gilmore, нар. 27 лютого 1947, Міллен, Джорджія, США) — американський професіональний баскетболіст, що грав на позиції важкого форварда за команду НБА «Портленд Трейл-Блейзерс».

## Ігрова кар'єра
На університетському рівні грав за команду Форт Веллей Стейт (1966–1970). 
1970 року був обраний у другому раунді драфту НБА під загальним 8-м номером командою «Портленд Трейл-Блейзерс». Професійну кар'єру розпочав 1970 року виступами за тих же «Портленд Трейл-Блейзерс», захищав кольори команди з Портленда протягом одного сезону, після чого завершив кар'єру.